# El secreto del libro de Kells
El secreto del libro de Kells (The Secret of Kells) es una película animada de coproducción irlandesa, francesa y belga, realizada por la empresa de animación irlandesa Cartoon Saloon, dirigida por Tomm Moore y Nora Twomey y estrenada el 8 de febrero de 2009 en el Festival Internacional de Cine de Berlín. El 2 de febrero de 2010, fue nominada a los Premios Óscar dentro de la categoría de mejor película de animación del año 2009.
La película, ambientada en el siglo IX, cuenta las vicisitudes de un joven fraile que habita en la Abadía de Kells, en el pueblo irlandés de Kells, en el momento en que se iluminaba el famoso Libro de Kells.

## Argumento
Brendan, un joven monje de 12 años, vive en una abadía fortificada del pueblo irlandés de Kells a inicios del siglo IX. Junto con el resto de hermanos, ayuda a construir una muralla para proteger la abadía de los asaltos de los vikingos. Cuando conoce al Hermano Aidan, un famoso maestro miniaturista y "guardián" de un excepcional libro de miniaturas que está, sin embargo, inacabado, el pequeño Brendan va a vivir increíbles aventuras. Aidan iniciará al protagonista en el arte de la miniatura para el que el niño parece tener un increíble talento. Para terminar el libro y enfrentarse a sus miedos, Brendan sale de la abadía por primera vez y se interna en el bosque encantado donde peligrosas criaturas míticas le esperan escondidas. Allí conoce a Aisling, una lobezna que le ayudará en su camino.
Para terminar el libro, Brendan tendrá que enfrentarse a su tío, además de superar los peligros del bosque con la ayuda de Aisling. Mientras los vikingos atacan con fiereza la abadía de Kells, matando y destruyéndolo todo a su paso.

## Voces en la película original
- Brendan Gleeson - El abad Cellach
- Liam Hourican - El hermano Tang - Leonardo
- Mick Lally - El hermano Aidan - (el ilustrador)
- Evan McGuire - Brendan de niño
- Michael McGrath - Brendan adulto
- Christen Mooney - Aisling
- Paul Tylack -  El hermano Assoua
- Paul Young - El hermano Square

## Influencias irlandesas y celtas
Algunos comentaristas han señalado que la película recoge fuentes mitológicas, como la mitología celta y la mitología irlandesa. Así cabe citar la inclusión de la película de Crom Cruach, una deidad de Irlanda precristiana y la referencia al género poético aisling, en la que un poeta se enfrenta a un sueño o visión en forma de mujer que aparece en el hada de los lobos encontrada por el joven Brendan en el bosque. Otras similitudes mitológicas también han sido objeto de comentarios, como el paralelismo entre la batalla bajo el agua que mantiene Brendan en la gruta de Crom Cruach y el encuentro de Beowulf con la madre de Grendel.

## Acogida y crítica
La acogida de la crítica a la película fue muy positiva. Cuenta con una calificación del 90% de aprobación general en Rotten Tomatoes basado en 60 revisiones con una calificación promedio de 7.6/10. con una crítica -de los críticos seleccionados por Rotten Tomatoes- que ha otorgado una puntuación de 88% basado en 17 comentarios y la película ha obtenido el "Certified Fresh", con un consenso crítico en relación con sus hermosos dibujos, su refrescante calma. El secreto del libro de Kells se remonta a la época dorada de la animación a mano con historia inspirada en la mitología irlandesa.

## Premios
Premios
- 2008: Directors Finders Award en Directors Finders Series - Irlanda
- 2009: Audience Award en el Festival Internacional de Cine de Animación de Edimburgo
- 2009: Roy E. Disney Award en Seattle's 2D Or Not 2D Film Festival[12]
- 2009: Grand Prize en el  Seoul International Cartoon and Animation Festival[13]
- 2010: Premio Best Animation en el 7th Irish Film and Television Awards[14]
- 2010: European Animated Feature Award en los British Animation Awards[15]

Nominaciones
- 2009: Para Grand Prix - Premio a la mejor película,  en el  Annecy International Animated Film Festival
- 2009: Best Animated Film en European Film Awards
- 2009: Annie Award para Best Animated Feature
- 2009: Premios Óscar para Mejor película de animación
- 2010: Irish Film and Television Awards para Best Film